# Villogorgia robusta
Villogorgia robusta är en korallart som beskrevs av Thomson och Henderson. Villogorgia robusta ingår i släktet Villogorgia och familjen Plexauridae. Inga underarter finns listade i Catalogue of Life.